# Aladdin 3. – Aladdin és a tolvajok fejedelme
Az Aladdin és a tolvajok fejedelme (eredeti cím: Aladdin and the King of Thieves) 1996-ban bemutatott amerikai rajzfilm, mely az Aladdin-trilógia harmadik és egyben utolsó része.
Az animációs játékfilm rendezője és producere Tad Stones. A forgatókönyvet Mark McCorkle és Robert Schooley írta, a zenéjét Carl Johnson és Mark Watters szerezte. A videofilm a ToonDisney Studios és a Walt Disney Television Animation gyártásában készült, a Walt Disney Home Video forgalmazásában jelent meg. Műfaja zenés kalandos fantasyfilm.
Amerikában 1996. augusztus 13-án, Magyarországon 1997. január 20-án adták ki VHS-en.

## Szereplők
További magyar hangok: Antal László, Breyer Zoltán, Dimulász Miklós, Fabó Györgyi, Fekete Zoltán, Gruber Hugó, Háda János, Hankó Attila, Imre István, Szokol Péter, Zágoni Zsolt

## Televíziós megjelenések
Disney Channel, Disney Junior 